# Leendert Hasenbosch

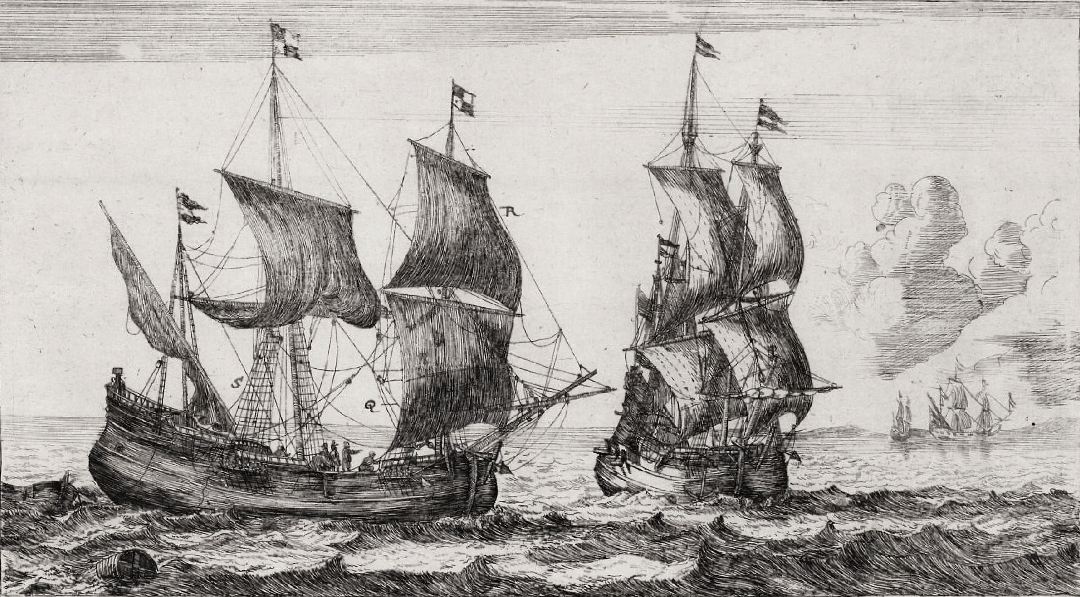
Vista del puerto con dos filibotes, grabado en cobre de Reinier Nooms, finales del.

Leendert Hasenbosch, (c. 1695  –  probablemente a finales de 1725) fue un empleado holandés de la Compañía Holandesa de las Indias Orientales (en neerlandés: Vereenigde Oostindische Compagnie, comúnmente abreviado como VOC) que fue abandonado en la isla Ascensión, que en ese momento estaba deshabitada, en el Océano Atlántico sur, como castigo por sodomía. Escribió un diario hasta su muerte. 

## Primeros años
Leendert Hasenbosch probablemente nació en La Haya, Holanda, en 1695. Alrededor del año 1709, su padre, viudo, se mudó con sus tres hijas a Batavia, en las Indias Orientales Holandesas (Indonesia moderna), mientras Leendert se quedaba en Holanda solo con 14 años. El 17 de enero de 1714, Hasenbosch se hizo soldado de la Compañía Holandesa de las Indias Orientales y embarcó en el filibote Korssloot en Encusa con destino a Batavia, donde sirvió durante aproximadamente un año. De 1715 a 1720 sirvió en Cochín, en la India, una posesión holandesa en ese momento. En 1720 regresó a Batavia y fue ascendido a cabo. Más tarde se convirtió en escritor militar, responsable de la contabilidad a pequeña escala. En 1724, tomó un puesto a bordo de un barco de la Compañía Holandesa de las Indias Orientales como el contable del barco. El 17 de abril de 1725, Hasenbosch fue declarado culpable de sodomía, tras una parada obligatoria del barco en Ciudad del Cabo. El 5 de mayo de 1725, fue obligado a desembarcar en la isla Ascensión como castigo.

## Vida como náufrago
Durante su tiempo como náufrago, Hasenbosch mantuvo un diario. Comenzó con una tienda de campaña, agua para un mes, algunas semillas, instrumentos, libros de oraciones, ropa y materiales de escritura. Buscó agua en la isla estéril. Aunque encontró agua varias veces, nunca consiguió un suministro consistente y durante un período prolongado de sequía comenzó a beber la sangre de las tortugas verdes y las aves marinas, así como su propia orina, el agua que se encuentra dentro de los cuerpos de las tortugas muertas, e incluso la orina dentro de las vejigas de esas tortugas. Probablemente murió de sed después de unos seis meses.
Dos años más tarde se impuso un castigo similar a dos muchachos del barco de la Compañía Holandesa de las Indias Orientales Zeewijk, naufragado en la costa oeste de Australia. Declarados culpables de sodomía, los muchachos fueron abandonados en islas separadas del grupo de manglares Houtman Abrolhos y se les abandonó para que murieran.
La isla Ascensión tiene dos fuentes de agua dulce: un fuerte manantial de agua en el interior de la isla (en lo que ahora se llama valle Breakneck), y una fuente de agua mucho más pequeña llamada Dampier's Drip. Una de estas dos fuentes de agua permitió que unos sesenta hombres del HMS Roebuck sobrevivieran a un naufragio en Ascensión durante dos meses a partir de febrero de 1701.

## La leyenda
En enero de 1726, los marineros británicos del barco James and Mary descubrieron la tienda y las pertenencias del náufrago, incluido el diario en holandés. Los británicos concluyeron que un holandés había sido desembarcado como castigo por sodomía. No encontraron un esqueleto, pero creían que el hombre había muerto de sed. El diario fue llevado de regreso a Gran Bretaña. 
En 1726, el diario traducido se publicó por primera vez con el título de Sodomy Punish'd («Sodomía castigada»). En 1728 se publicó otra versión, titulada An Authentick Relation («Un relato auténtico»). La versión de 1726 menciona el nombre del náufrago, mal escrito como Leondert Hussenlosch, pero la versión de 1728 establece que se desconoce el nombre del hombre. La calidad de ambas traducciones es incierta, ya que se ha perdido el diario original. Además de las menciones de búsquedas desesperadas de agua y leña, algunos párrafos mencionan el acto de sodomía del hombre. Otros párrafos pueden interpretarse como reflejo de una conciencia culpable, incluidas las apariciones de demonios y antiguos amigos y conocidos. En 1730 se publicó otra versión con el título The Just Vengeance of Heaven Exemplify'd («La justa venganza del cielo ejemplificada»). Esta versión contiene muchos pasajes adicionales contra la sodomía, así como muchos demonios adicionales que hostigan al náufrago. El editor también escribió que el esqueleto del náufrago se habría encontrado junto al diario, lo que nunca sucedió.

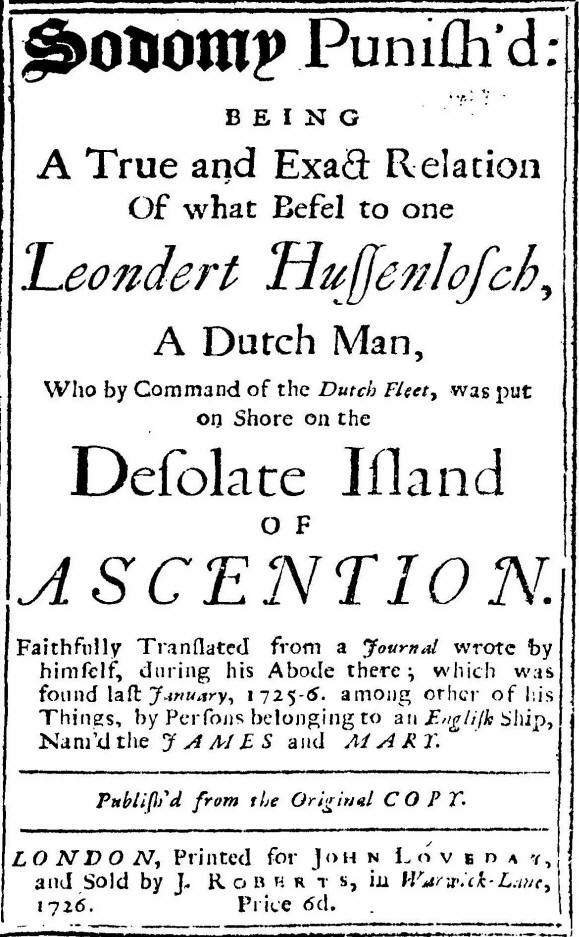
Portada de ‹Sodomy punish'd: Being a true and exact relation of what befel to one Leondert Hussenlosch, a Dutch man, who by command of the Dutch fleet, was put on shore on the desolate island of Ascention.› (‹Sodomía castigada: siendo una relación verdadera y exacta de lo que ocurrió a un tal Leondert Hussenlosch, que por órdenes de la flota holandesa, fue abandonado en la desolada isla de Ascensión.›) John Loveday, Londres 1726.

En 1976, el autor estadounidense Peter Agnos publicó The Queer Dutchman, un relato ficticio basado en la versión de 1730. Muchos autores sobre temas como la sodomía, la isla de la Ascensión o historias de náufragos leyeron la versión de 1730 o la versión de 1976 y decidieron incluir partes en sus propias publicaciones, sin darse cuenta de que estaban citando una historia exagerada o falsa.
Aún en 1988 los relatos de náufragos en inglés aún afirmaban que su nombre era desconocido.
En 2002 se publicó un libro en holandés Een Hollandse Robinson Crusoë («Un Robinson Crusoe holandés»), escrito por el historiador holandés Michiel Koolbergen (1953–2002) después de haber investigado durante muchos años en archivos holandeses y británicos; Koolbergen murió antes de su publicación. Koolbergen había identificado al náufrago como ‹Leendert Hasenbosch› por su trabajo en archivos; Koolbergen conocía todas las versiones en inglés del diario, excepto la de 1726. El libro de Koolbergen también contenía los textos relevantes en los registros de los dos barcos británicos cuyas tripulaciones habían encontrado el diario en enero de 1726. 
En 2006, la historia completa fue publicada —con el apoyo de la familia y el editor de Koolbergen— por Alex Ritsema en el libro A Dutch Castaway in Ascension Island in 1725 («Un náufrago holandés en la isla de Ascensión en 1725»); una segunda edición revisada se editó en 2010.